# Lexi Lamour
Lexi Lamour (Crown Point, Indiana; 28 de agosto de 1976) es una actriz pornográfica estadounidense. En el 2006 fue finalista de los Premios FAME (Fans of Adult Media and Entertainment Awards) en la Categoría “Hottest Body”.